# Schistomysis spiritus
Schistomysis spiritus är en kräftdjursart som först beskrevs av Norman 1860.  Schistomysis spiritus ingår i familjen Mysidae. Arten är reproducerande i Sverige.